# 2008年北京オリンピックのラトビア選手団
2008年北京オリンピックのラトビア選手団（2008ねんペキンオリンピックのラトビアせんしゅだん）は、2008年8月8日から8月24日にかけて中国の北京を主として開催された2008年北京オリンピックのラトビア選手団、およびその競技結果。

## 概要
今大会は金メダル1個、銀メダル1個、銅メダル1個の合計3個のメダルを獲得した。

## メダル
| メダル | 選手名                       | 競技                 | 種目          |
| ------ | ---------------------------- | -------------------- | ------------- |
| 金     | マーリス・シュトロムベルグス | 自転車               | 男子BMX       |
| 銀     | アイナルス・コバルス         | 陸上                 | 男子やり投    |
| 銅     | ビクトルス・スチェルバティス | ウエイトリフティング | 男子105kg超級 |

## 陸上競技
- 男子
  - アイナルス・コバルス - 男子やり投　銀メダル

## テニス
- 男子
  - エルネスツ・ガルビス - シングルス　2回戦敗退

## ウエイトリフティング
- 男子
  - ビクトルス・スチェルバティス　- 105kg超級　銅メダル

## 自転車
- 男子
  - ライヴィス・ベロホヴォシュチィクス - 個人ロードレース　途中棄権、個人タイムトライアル　35位
  - マーリス・シュトロムベルグス - 個人BMX　金メダル

## 射撃
- 男子
  - アファナシジス・クズミンス - 25mラピッドファイアピストル　13位